# Ctenogobius
Ctenogobius ist eine Knochenfischgattung aus der Gruppe der Grundelartigen (Gobiiformes), die in der Küstenregion tropischer Meere in Salz- und Brackwasser sowie im Süßwasser der einmündenden Flüsse vorkommt. 

## Merkmale
Ctenogobius-Arten werden 2,3 bis 20 cm lang und ähneln den Arten der Gattung Gobionellus. Charakteristisch für die Gattung ist ein Sinneskanal auf jeder Kopfseite, der sich bogenförmig von der vorderen Nasenöffnung, über und hinter die Augen (ein Porenpaar vor der Orbita, eine Pore über der Orbita und zwei waagerecht dahinter) erstreckt und ein weiterer senkrecht zum Kiemendeckel (waagerecht bei Gobionellus). An den vorderen Nasenöffnungen und am Kinn fehlen die Barteln bzw. tentakelartigen Auswüchse, auch alle sonstigen samtartigen Papillen auf dem Kopf. An der Vorderseite der ersten Epibranchiale (die Knochenstütze des oberen Astes des ersten Kiemenbogens) finden sich keine Kiemenreusenstrahlen. An den Körperseiten zählt man 36 oder weniger Schuppen in einer mittleren Längsreihe.

## Arten
- Ctenogobius aestivaregia (Mori, 1934)
- Ctenogobius boleosoma (Jordan & Gilbert, 1882)
- Ctenogobius cervicosquamus Wu, Lu & Ni, 1986
- Ctenogobius chengtuensis (Chang, 1944)
- Ctenogobius clarki (Evermann & Shaw, 1927)
- Ctenogobius claytonii (Meek, 1902)
- Ctenogobius fasciatus Gill, 1858
- Ctenogobius filamentosus (Wu, 1939)
- Ctenogobius fukushimai (Mori, 1934)
- Ctenogobius lepturus (Pfaff, 1933)
- Ctenogobius manglicola (Jordan & Starks, 1895)
- Ctenogobius parvus (Luo, 1989)
- Ctenogobius pseudofasciatus (Gilbert & Randall, 1971)
- Ctenogobius puncticeps (Deng & Xiong, 1980)
- Ctenogobius saepepallens (Gilbert & Randall, 1968)
- Ctenogobius sagittula (Günther, 1861)
- Ctenogobius shennongensis Yang & Xie, 1983
- Ctenogobius shufeldti (Jordan & Eigenmann, 1887)
- Ctenogobius smaragdus (Valenciennes, 1837)
- Ctenogobius stigmaticus (Poey, 1860)
- Ctenogobius stigmaturus (Goode & Bean, 1882)
- Ctenogobius szechuanensis (Liu, 1940)
- Ctenogobius yaoshanensis (Luo, 1989)